# Limonia uniaculeata
Limonia uniaculeata är en tvåvingeart som beskrevs av Alexander 1956. Limonia uniaculeata ingår i släktet Limonia och familjen småharkrankar. Inga underarter finns listade i Catalogue of Life.